# Окунєв Василь Васильович
Василь Васильович Окунєв (Окуньов) (3 квітня 1920, село Лединіно Череповецького повіту, тепер Череповецького району Вологодської області, Російська Федерація — 25 березня 1995, місто Москва) — радянський військовий діяч, командувач військ Московського округу ППО СРСР, 1-й заступник головнокомандувач військ протиповітряної оборони СРСР, генерал-полковник (29.06.1966). Член Центральної Ревізійної комісії КПРС у 1966—1971 роках. Кандидат у члени ЦК КПРС у 1971—1976 роках. Депутат Верховної Ради СРСР 8—9-го скликань.

## Життєпис
Народився в селянській родині.
З 1936 року служив у Червоній армії. У 1938 році закінчив військове зенітно-артилерійське училище.
З 1938 року — командир взводу, командир батареї, викладач військового зенітно-артилерійського училища.
Член ВКП(б) з 1941 року.
Учасник німецько-радянської війни з вересня 1942 року. Служив командиром бронепоїзда, командиром зенітного артилерійського дивізіону військ протиповітряної оборони (ППО), в штабі командувача артилерії Південного фронту ППО, у відділі бойової підготовки Західного фронту ППО.
Після закінчення війни продовжував службу на різних посадах в системі протиповітряної оборони.
У 1950 році закінчив Військову артилерійську академію імені Дзержинського.
У 1950—1954 роках — командир 1281-го зенітно-артилерійського полку.
У 1954 році — начальник відділу оперативної підготовки артилерійських штабів військ Московського району ППО.
У 1954—1955 роках — командир 74-ї зенітно-артилерійської дивізії.
У 1955—1957 роках — заступник командувача зенітної артилерії Московського округу ППО.
У 1957—1959 роках — командувач зенітної артилерії Бакинського округу ППО.
У 1961 році закінчив Військову академію Генерального штабу Збройних сил СРСР.
У 1961—1966 роках — командувач 1-ї армії протиповітряної оборони особливого призначення Московського округу ППО (штаб армії — місто Балашиха Московської області).
У липні 1966 — жовтні 1970 року — командувач військ Московського округу протиповітряної оборони (ППО) СРСР.
У 1970—1972 роках — головний військовий радник Збройних сил Об'єднаної Арабської Республіки Єгипет (фактично головнокомандувач радянськими військами в Об'єднаній Арабській Республіці Єгипет).
З грудня 1972 року — заступник, з квітня 1974 по липень 1975 року — 1-й заступник головнокомандувач військ протиповітряної оборони (ППО) СРСР.
У липні 1975 — листопаді 1987 року — військовий консультант у Групі генеральних інспекторів Міністерства оборони СРСР.
З листопада 1987 року — у відставці в Москві.
Помер 25 березня 1995 року. Похований в Москві на Преображенському цвинтарі.

## Військові звання
- Полковник
- Генерал-майор артилерії (18.02.1958)
- Генерал-лейтенант артилерії  (22.02.1963)
- Генерал-полковник (29.06.1966)

## Нагороди
- орден Леніна
- два ордени Червоного Прапора (1956,)
- два ордени Трудового Червоного Прапора (13.04.1970, 2.04.1980)
- орден Вітчизняної війни І ст. (11.03.1985)
- орден Вітчизняної війни ІІ ст.
- три ордени Червоної Зірки (1951,)
- орден «За службу Батьківщині у Збройних Силах СРСР» ІІІ ст.
- медаль «За бойові заслуги» (1946)
- медаль «За оборону Кавказу»
- медалі